# إدوارد ويفل
إدوارد ويفل هو أحد شخصيات أنمي ومانغا ون بيس وهو الشيتشيبوكاي السابع وابن اللحية البيضاء كما يدّعي، ويُعرف باسم اللحية البيضاء الصغير، و كانت المكافأة السابقة التي على رأسه هي 480.000.000 بيري قبل ان يصبح شيتشيبوكاي، وقد ظهر بعد هزيمة دونكيهوتي دوفلامنجو.

## مظهره
هو شخص طويل جدًا ولديه عضلات كبيرة جدًا وبارزة وقدماه نحيلتان، ويضع ضمادة على انفه، ولديه أعين دائرية صغيرة، ولديه شارب كبير وطويل لونه أبيض يشبه شارب اللحية البيضاء، ولديه أيضًا جرح مخيط على عنقه وشعر طويل جدًا يصل إلى أسفل ظهره لونه أشقر، وهو يرتدي بنطال لونه أسود وأيضًا يرتدي درع كبيرعلى صدره يوجد عليه شعاره الخاص، ويمتلك ويفل جروح مخيطة أخرى في جسده ومظهره بشكل عام يشبه مظهر اورز، وهو يحمل معه رمحه المشابه لرمح اللحية البيضاء، وأيضًا جسده مشعر.

## شخصيته
إدوارد ويفل شخص غبي جدًا وهو دائمًا يسعى ليثبت أنَّه ابن اللحية البيضاء ودائمًا يسأل والدته العجوز عن ذلك، وهو يكره طاقم قراصنة اللحية البيضاء وقد دمر جزء كبير منهم وحده ويقول بأنه الابن الوحيد للّحية البيضاء، وهو يسعى خلف لوفي أيضًا كي يصل إلى ماركو قائد الفرقة الأولى لقراصنة اللحية البيضاء، وهو يطيع أوامر والدته، وأيضًا يسعى لقتل مارشال دي تيتش لينتقم لوالده لكن أمه لا تسمح له بذلك وتقول بأن إنتقامه لن ينفع.

## علاقاته

### باكين
السيدة باكين هي والدة ويفل وهي من تتحكم بويفل وتعتبر نفسها حبيبة اللحية البيضاء وزوجته وهي تبحث عن المال مع ابنها وتكره قراصنة اللحية البيضاء وتعتبر نفسها مع ابنها عائلة اللحية البيضاء الوحيدة وهما يخططان للقضاء على ماركو.

### مونكي دي لوفي
لا يمتلك ويفل أي علاقة بلوفي ولم يلتق به حتى لكن باقتراح من والدته بدأ بالبحث عن لوفي كي يصل منه إلى ماركو.

### مارشال دي تيتش
ويفل يكره مارشال دي تيتش أو اللحية السوداء لأنه قتل والده اللحية البيضاء ويرغب بقتله لكن والدته اقترحت بأنَّ إنتقامه لن ينفعهم بشيء.

### حكومة العالم
مكافأة ويفل السابقة هي 480.000.000 بيري وقد كان خطرعلى حكومة العالم قد قتل الكثير من المدنيين عكس والده، لكن لم يعرف كيف أصبح شيتشيبوكاي.

## قوته
لم يعرف الكثير عن قوته لكن كما ذكر الادميرال كيزارو فإن قوته تشبه قوة اللحية البيضاء في شبابه وهذا يعني أنَّه يمتلك قوة جبارة ومدمرة وقد تمكن من القضاء على 16 طاقم قراصنة متحالف مع اللحية البيضاء بدون إصابة واحدة حتى، وهو يحمل رمح كبير معه ويبدو أنَّه قوي جدًا.

## هوامش
- ويفل يعتبر آخر شيتشيبوكاي يظهر بعد السنتين.
- ويفل يمتلك أعلى مكافأة سابقة بين جميع الشيتشيبوكاي بإستثناء ميهوك الذي لم تظهر مكافأته حتى الآن.